# Улоф Рудбек (молодший)
Улоф Рудбек молодший (швед. Olof Olai Rudbeck d.y., лат. Olaus Rudbeckius, 15 березня 1660, Уппсала — 23 березня 1740) — шведський вчений, медик та натураліст.
Улоф Рудбек молодший — син вченого Улофа Рудбека старшого (1630–1702), багаторічного ректора Уппсальского університету, анатома та ботаніка, викладав також математику, фізику та музику.

## Життєпис
Займався ботанікою та орнітологією, у 1690 році в Утрехті отримав ступінь.
У 1695 році здійснив подорож у Лапландію, яку можна назвати першою науковою експедицією у Швеції. За результатами цієї подорожі у 1701 році була видана його робота Nora Samolad, sive Lapponia illustrata.
Став наступником свого батька по кафедрі анатомії в Упсальському університеті.
У 1728 році з Лундського в Упсальський університет перевівся Карл Лінней — майбутній великий шведський природодослідник та медик. З 1730 року Лінней розпочав викладати як демонстратор у ботанічному саду університету під керівництвом професора Рудбека-молодшого. У цьому ж році Лінней переселився у будинок професора та став служити домашнім учителем у його родині. Він, однак, проживав у будинку Рудбека не надто довго: з невстановленої причини дружина професора виставила Ліннея за поріг.
У 1739 році Рудбек молодший став архіатером (придворним лікарем).

## Вшанування
На честь Улофа Рудбека молодшого та його батька Улофа Рудбека старшого Карл Лінней дав назву роду рослин Рудбекія (Rudbeckia).

## Публікації
- Propagatio plantarum botanico-physica. — Уппсала, 1686.(лат.)
- Nora Samolad, sive Lapponia illustrata. — Уппсала, 1701.(лат.)
- Ichthyologia biblica. — Уппсала, 1705–1722.(лат.)